# Iglesia de Santiago Apóstol (Pumarejo de Tera)
La iglesia parroquial de Santiago Apóstol es una obra de 1985 del arquitecto Miguel Fisac Serna, levantada sobre la antigua iglesia del pueblo.
Miguel Fisac nació en Daimiel, Ciudad Real, en 1913, arquitecto desde 1942, se identifica con la escuela tradicional de Frank Lloyd, amante de urbanismo humanizado; Miguel Fisac rompe los cánones racionalistas y se sumerge en el tiempo respetando el concepto de espacio natural.
Fisac es, sin lugar a dudas, el protagonista del proceso de desarrollo de las estructuras religiosas que tuvo lugar durante la segunda mitad del siglo XX en España. Como él mismo reconocía, con la construcción de esta pequeña iglesia rural, alcanzó como en ninguna otra de sus obras religiosas, lo que él denominaba «humanización de la arquitectura».
El proceso de construcción de la iglesia constituye en sí mismo un singular ejemplo de la organización de un pueblo para la consecución de un bien común, la última «facendera», es decir, un sistema de organización de tiempo inmemorial, ya caído en el olvido, que permitía en determinadas épocas del año realizar obras a favor de la comunidad. La construcción de la iglesia se convierte en un fenómeno social en el que todo un pueblo seduce a un arquitecto de prestigio para realizar de modo altruista un proyecto en el que participan todos los vecinos: los abuelos amasaban el cemento, las mujeres acarreaban cubos de agua, piedras y material, y los más fuertes sacaban tacos de cuarcita al pie de la obra y los colocaban en los muros de fachada guiados por dos canteros de la zona. Se organizaron cuadrillas diarias de al menos quince personas, que de modo gratuito levantaron el templo en 73 días.
El templo, que se asienta sobre la traza de la antigua iglesia, constituye un relevante ejemplo de integración con la arquitectura local.
Responde a una tipología muy característica de la zona, con nave a dos aguas y altar en el cuerpo más elevado a modo de torre a cuatro aguas y espadaña en el lado opuesto.
Se decidió conservar la espadaña de la antigua iglesia y modificar por completo la traza de la nave, repitiendo formas y estructuras conocidas de su obra religiosa. Se formó una sala limitada por un muro curvo que intenta envolver otro recto, con dos aberturas de luz a modo de vidrieras rasgadas verticalmente en el muro de piedra, permitiendo de esa manera una iluminación indirecta, que favorece una penumbra de pretendida y acusada espiritualidad, tan característica de la forma de hacer del arquitecto.
Todas las paredes fueron levantadas con mampostería de cuarcita vista a dos caras, con tonos ocres y amarillentos. La cubierta, se resuelve mediante lacenas de celosía tridimensionales de tubo de acero, colocadas en sentido longitudinal de la nave, tratando de enfatizar la dimensión alargada del templo.
En el interior, destaca el viejo retablo barroco, que albergaba la imagen de Santiago Apóstol, recientemente restaurada.